# سانلاندو اسپرینگز (فلوریدا)
سانلاندو اسپرینگز (به انگلیسی: Sanlando Springs) یک منطقهٔ مسکونی در ایالات متحده آمریکا است که در شهرستان سمینول، فلوریدا واقع شده‌است. سانلاندو اسپرینگز ۱۷٫۰۷ متر بالاتر از سطح دریا واقع شده‌است.